# Трамп-тауэр (Уайт-Плейнс)
Трамп-тауэр в Уайт-Плейнс — это 35-этажный кондоминиум, расположенный в городе Уайт-Плейнс округа Уэстчестер, штат Нью-Йорк. Он был достроен в 2005 году и открылся 21 сентября того же года с 212 резиденциями. The Trump Organization (в партнерстве с девелопером округа Уэстчестер Луисом Р. Каппелли) руководила разработкой, продажами и управлением зданием.
Башня Трамп-тауэр в центре города была самым высоким зданием в округе Уэстчестер и самым высоким зданием между Нью-Йорком и Олбани до тех пор, пока не была построена 39-этажная Trump Plaza в близлежащем Нью-Рошелл.
Здание пристроено к зданию муниципальной парковки, на крыше которого находятся наружная инфраструктура для жителей Башни Трампа. Инфраструктура на крыше включают в себя бассейн и лаундж, два теннисных корта и корт для паддл-тенниса.